# 9119 Ґеорґпурбах
9119 Ґеорґпурбах (9119 Georgpeuerbach) — астероїд головного поясу, відкритий 18 лютого 1998 року.
Тіссеранів параметр щодо Юпітера — 3,231.